# نفری‌تجنن
نِفِری‌تجنن (انگلیسی: Neferitatjenen) یک ملکه همسر در مصر باستان در دوران حکمفرمایی دودمان دوازدهم مصر بود. وی همسر آمنمحات یکم، پادشاه دودمان دوازدهم مصر باستان و مادر سنوسرت یکم بود. اطلاعات مربوط به نسبت‌های خانوادگی او از روی تندیس کوچکی که پسرش را به تصویر می‌کشد، حفظ شده است. او عنوان «مادر پادشاه» (mwt-niswt) را داشت.
گرچه تاریخ دقیقی از تولد، ازدواج یا مرگ او در دست نیست، اما می‌دانیم که در سدهٔ بیستم پیش از میلاد می‌زیسته است.